# 瀏陽市
瀏陽市（りゅうよう-し）は中華人民共和国湖南省長沙市に位置する県級市。瀏陽河の源流・上流にあたる。

## 歴史
漢初は臨湘県の一部とされていたが、209年に劉陽県が新たに設置された。南朝宋により「瀏陽県」と改称され、1993年に県級市に改編され現在に至る:41。

## 行政区画
- 街道:淮川街道、集里街道、荷花街道、関口街道
- 鎮:社港鎮、官渡鎮、張坊鎮、達滸鎮、沿渓鎮、古港鎮、永和鎮、大瑶鎮、金剛鎮、文家市鎮、棖沖鎮、鎮頭鎮、普跡鎮、永安鎮、北盛鎮、竜伏鎮、澄潭江鎮、中和鎮、柏加鎮、洞陽鎮、大囲山鎮、沙市鎮、淳口鎮、高坪鎮、官橋鎮、葛家鎮、蕉渓鎮
- 郷:小河郷[2]